# Discurs de Posen
S'anomena discurs de Posen a una proclama històrica de Heinrich Himmler, líder de l'Alemanya Nazi, donada a un públic selecte de 60 Gauleiters i Reichsleiter, empresaris i alts funcionaris civils i militars de les Schutzstaffel (SS) al castell de Poznań, el 6 d'octubre de 1943.
L'objectiu d'aquesta era no només informar clarament de l'extermini jueu a l'Assemblea sinó també involucrar-los com a còmplices amb aquesta revelació i estendre la responsabilitat per a la Solució final que s'estava duent a terme.
Aquest discurs també implicà el ministre d'Armaments, Albert Speer, que més tard a les seves memòries, assegurava mai haver estat allí i haver-se retirat al poc d'acabar el seu discurs amb els Gauleiters sobre la necessitat de mà d'obra.